# Arthur Hutchings
Arthur James Bramwell Hutchings (14 de julio de 1906-13 de noviembre de 1989) fue un musicólogo y compositor británico, conocido por ser uno de los más importantes biógrafos y especialistas en el compositor austriaco Wolfgang Amadeus Mozart. 

## Biografía
Nacido en Sunbury-on-Thames, Hutchings no tenía educación musical formal, pero tocaba el piano y el violín a un alto nivel y cantaba como corista. Enseñó, interpretó y compuso, y fue nombrado organista en la Iglesia de Todos los Santos de East Sheen en 1929. Mientras se formaba como profesor en Londres, hizo algunas amistades musicales clave durante la década de 1930: con Constant Lambert, Cecil Gray, Sorabji, Cyril Rootham (quien ofreció consejos sobre orquestación en 1938, el último año de su vida) y Edmund Rubbra (quien dedicó su Tercera Sinfonía a Hutchings en 1939).
En 1938 Hutchings se convirtió en maestro de música en la Southend High School for Boys, donde uno de sus alumnos era Bernard Stevens. Escribió la canción de la escuela en 1939, y en 1941 se casó con la secretaria de la escuela, Marie Constance Haverson. Durante este período dirigió la Orquesta de Cuerdas de Southend. Cuando se declaró la guerra, actuó como oficial de entretenimiento en el Reino Unido, antes de un período de servicio en la Royal Air Force en la India. Durante su estancia en la India se interesó por la música local.
Después de completar su servicio militar en 1947, Hutchings fue nombrado como el primer profesor residente de música en la Universidad de Durham, donde en 1953 completó una tesis sobre los conciertos para piano de Mozart para su doctorado. Los musicólogos Peter Evans, Donald Mitchell y Eric Roseberry estuvieron entre sus alumnos en Durham. Mitchell recordó que se ganó una reputación por su excentricidad y enfoque poco convencional mientras estaba en Durham. "Era exuberantemente pro-música y se oponía, tal vez no tanto al academicismo propiamente académico como al academicismo paralítico. Su nombramiento... Hizo algunos agujeros en las ventanas que habían sido superpuestas por una tradición ciega e irreflexiva".
En 1968 fue nombrado primer profesor de música en la Universidad de Exeter, retirándose tres años más tarde, donde vivió en 20d Larkshayes, Dalwood, cerca de Axminster. Quedó viudo en 1975, y poco después su única hija, Josephine (nacida en 1944), murió en un accidente de tráfico. Hacia el final de su vida se trasladó al pueblo de Colyton. Murió en Devon, a los 83 años.

## Publicaciones
- Schubert (Master Musicians series 1945)
- ‘Edmund Rubbra’, in British Music of Our Time (Pelican, 1946)
- Delius – a Critical Biography (1948)
- Companion to the Mozart Piano Concertos (1948)
- The Invention and Composition of Music (1958)
- The Baroque Concerto (1961)
- Church Music in the Nineteenth Century (1967)
- 'The Nineteenth Century', in Pelican History of Music, Vol. 3 (1968)
- Introduction to Constant Lambert's Music Ho! (3rd edition, 1968)
- 'Music in Britain: 1918–1960', in New Oxford History of Music Vol. 10 (1974), pp. 503–68
- Mozart – Man and Musician (1976, foreword by Kingsley Amis)
- Purcell (BBC Music Guides, 1982)

### Publicaciones en español
- Mozart; Salvat Editores, Barcelona 1986, 192 págs. ISBN 84-345-8145-0.